# New Addington
New Addington är en by i Croydon i Storlondon i England. Byn ligger 19,8 km från London. Orten har 21 527 invånare (2001).